# 大成里駅
大成里駅（テソンニえき）は、大韓民国京畿道加平郡にある韓国鉄道公社京春線の駅である。駅番号はP131。

## 駅構造
- 島式ホーム2面4線の高架駅。

## 利用状況
近年の一日平均利用人員推移は下記のとおり。なお、2010年は開業日の12月21日から12月31日までの11日間の平均である。
| 路線    | 路線     | 2010年 | 2011年 | 2012年 | 2013年 | 2014年 | 2015年 | 2016年 | 2017年 | 2018年 | 出典  |
| ------- | -------- | ------ | ------ | ------ | ------ | ------ | ------ | ------ | ------ | ------ | ----- |
| ●京春線 | 乗車人員 | 485    | 701    | 896    | 1,099  | 1,162  | 1,145  | 1,097  | 1,034  | 942    | [ 1 ] |
| ●京春線 | 降車人員 | 426    | 686    | 902    | 1,103  | 1,184  | 1,155  | 1,092  | 1,022  | 927    | [ 1 ] |
| ●京春線 | 乗降人員 | 911    | 1,387  | 1,798  | 2,202  | 2,346  | 2,300  | 2,189  | 2,056  | 1,869  | [ 1 ] |

## 駅周辺
- 大成初等学校
- 北漢江

## 歴史
- 1939年7月25日 - 開業。
- 2010年12月21日 - 首都圏電鉄京春線開業に伴い移転開業。

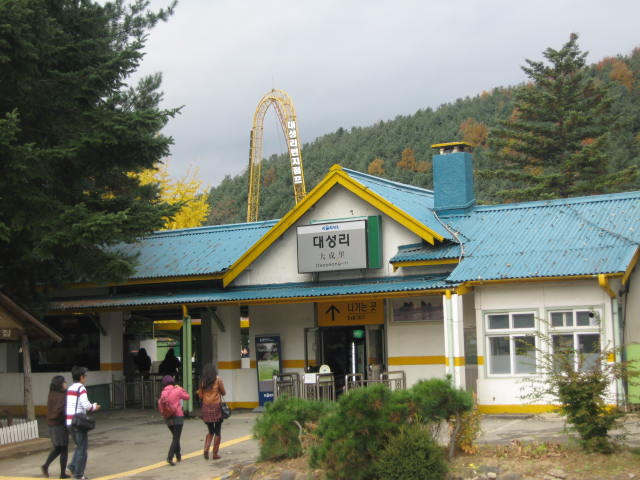
移転前に使われていた旧駅舎(2008年11月)
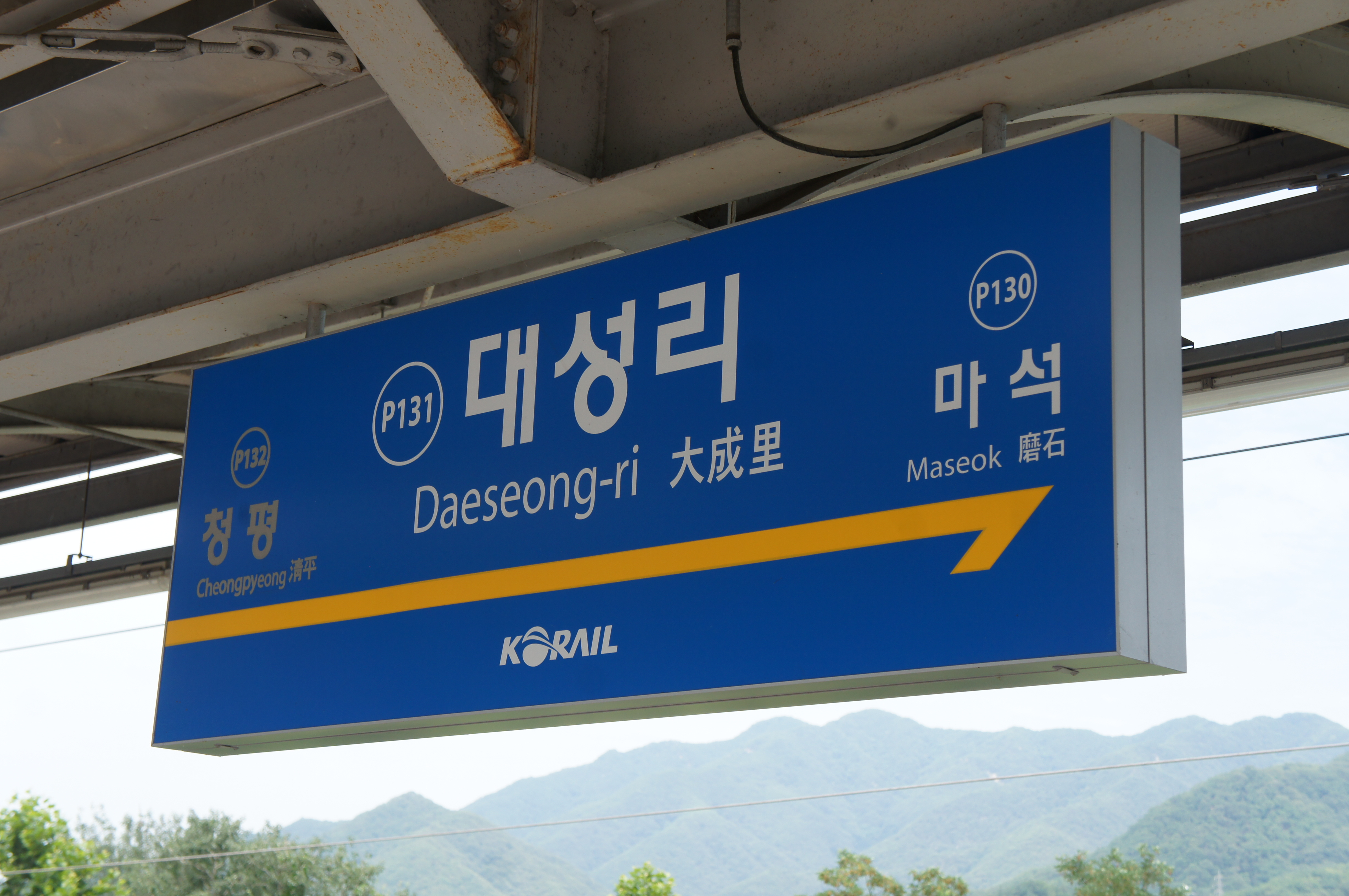
駅名標

## 隣の駅
韓国鉄道公社
●京春線
磨石駅 (P130) - 大成里駅 (P131) - 清平駅 (|P132)